# Aquila X-1
Désignations
Aquilae X-1 (souvent abrégé Aql X-1) est une binaire X et la source de rayons X la plus lumineuse de la constellation de l'Aigle. Elle a été observée pour la première fois par le satellite Vela 5B qui a détecté plusieurs explosions de cette source entre 1969 et 1976. Son homologue optique est variable, elle a donc été nommé V1333 Aquilae selon les normes de l'UAI. Le système héberge une étoile à neutrons qui accrète la matière d'une étoile de la séquence principale de type spectral K4. La période orbitale du composant binaire est de 18,947 9 heures.

## Rayonnement
Le flux du rayonnement de l'étoile à neutrons est légèrement variable en raison de la combustion nucléaire de l'hélium accrété à la surface.